# Serge Perruchini
Serge Perruchini (Monaco, 7 gennaio 1955) è un ex calciatore monegasco, di ruolo difensore.

## Carriera

### Club
Durante la sua carriera giocò con il Monaco dal 1973 al 1978. Nel 1977 vinse la Division 2 e nella stagione successiva vinse anche la Division 1 (per la terza volta una squadra neopromossa si aggiudicò il campionato francese).
Dal 1978 al 1979 giocò con il Montpellier Paillade, in Division 2.

## Palmarès

### Club
- Campionato francese: 1

Monaco: 1977-1978
- Division 2: 1

Monaco: 1976-1977